# My One and Only Love
Ne doit pas être confondu avec l'album de Martial Solal My One and Only Love.
My One and Only Love est une chanson populaire composée par Guy Wood (en) avec des paroles de Robert Mellin (en) sortie en 1953.
Elle a été originellement publiée en 1947 avec des paroles différentes écrites par Jack Lawrence sous le titre Music from Beyond the Moon.
Elle est considérée comme une des plus belles ballades de l'après guerre par le critique Benny Green.

## À propos
Cette ballade est plutôt passée inaperçue à sa sortie. Composée par Guy Wood (en) avec des paroles de Jack Lawrence, elle est publiée en 1947 sous le titre Music from Beyond the Moon, elle est enregistrée par Vic Damone (1948) puis par Tony Martin (1949), sans que ces version rencontrent le succès.

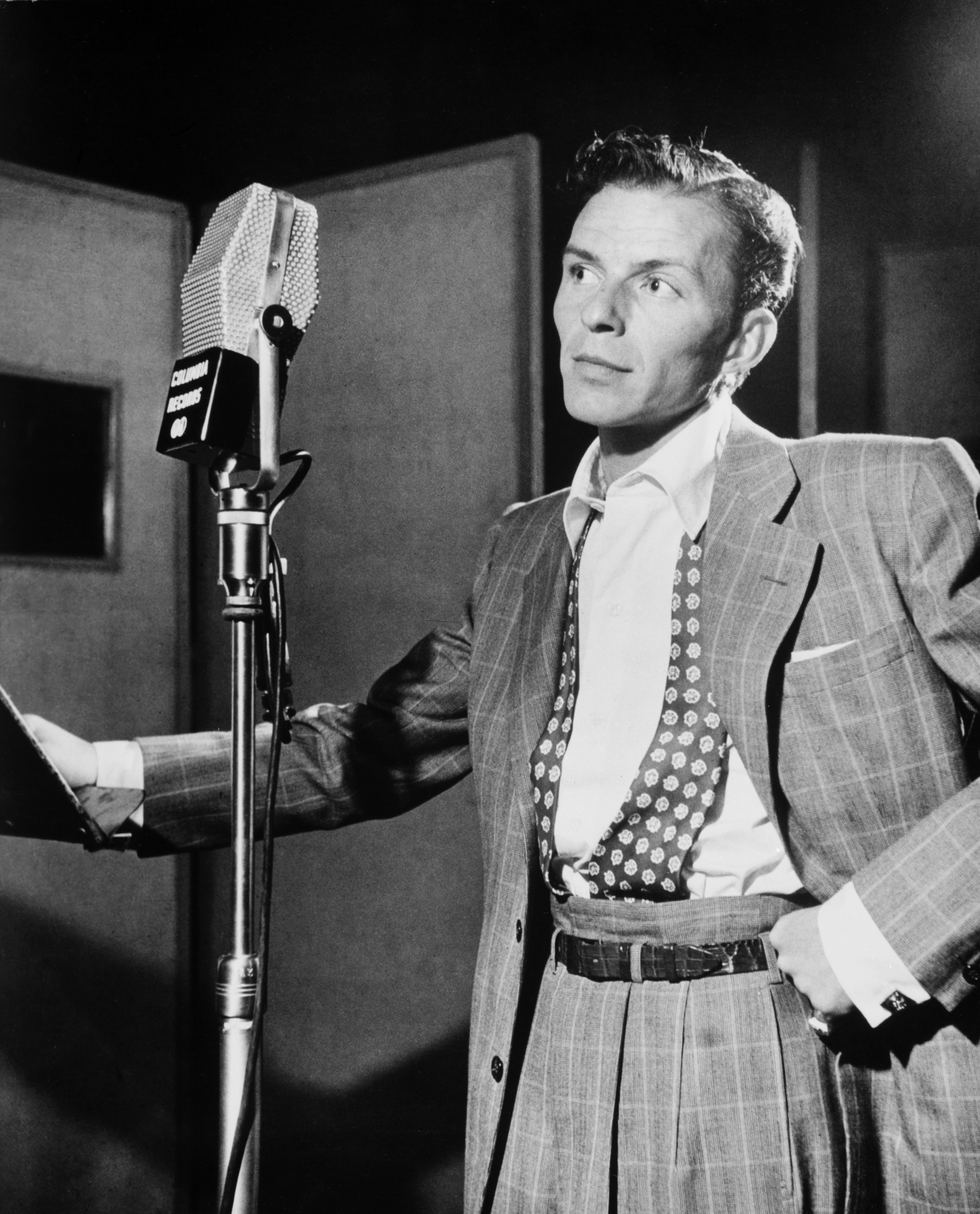
Frank Sinatra, le premier à avoir enregistré la chanson en 1953.

Robert Mellin (en) écrit de nouvelles paroles pour la chanson, renommée My One and Only Love. Elle est enregistrée par Frank Sinatra sur I’ve Got the World on a String (1953), qui se hisse à 28e place. Le saxophoniste Charlie Ventura, avec l'orchestre de Gene Krupa, est le premier à enregistrer une version instrumentale en 1953.

## Analyse
Le morceau est écrit en do majeur, avec une modulation en mi mineur pendant le pont. Le morceau est basé sur une forme AABA,.
Sur la partie A, la mélodie ascendante contraste avec la basse descendante, qui offre une belle progression harmonique avec de nombreux renversements d'accords. Alors que la section A est riche (phrases en croches, nombreux changements d'accords), la section B, plus simple, est construite sur des motifs répétés.
Il existe plusieurs versions de la progression d'accords selon les versions.

## Versions
Après une première version par Frank Sinatra, la chanson a été reprise de nombreuses fois,.

### Versions vocales
- Carmen McRae sur Here to Stay, 1955
- Ella Fitzgerald et Nelson Riddle sur Ella Swings Gently With Nelson, 1962
- Doris Day et André Previn sur Duet, 1962
- John Coltrane et Johnny Hartman sur John Coltrane and Johnny Hartman, 1963[1]
- Nancy Wilson sur Gentle Is My Love, 1965
- Louis Armstrong sur And His Friends, 1970
- Cassandra Wilson sur Blue Skies, 1988
- Rickie Lee Jones sur Pop Pop, 1991
- Charlie Watts sur Warm & Tender, 1993
- Sting sur Leaving Las Vegas, 1995
- Linda Sharrock et Eric Watson sur Listen To The Night, 2006
- George Benson sur Guitar Man, 2011
- Paul McCartney sur Kisses on the Bottom, 2012
- Bob Dylan sur Triplicate, 2017

### Versions instrumentales
- Charlie Ventura avec l'orchestre de Gene Krupa, 1953[3]
- Cal Tjader sur Tjader Plays Tjazz, 1955
- Jimmy Cleveland sur Introducing Jimmy Cleveland and His All Stars, 1956[3]
- Horace Silver sur Stylings of Silver, 1957
- Pepper Adams sur Pepper Adams Quintet, 1957
- Richie Kamuca sur Richie Kamuca Quartet, 1957
- Hank Jones sur The Talented Touch, 1958
- Art Tatum et Ben Webster sur The Art Tatum/Ben Webster Quartet, 1958
- Coleman Hawkins sur The High and Mighty Hawk, 1958
- Grant Green sur Born to Be Blue, 1961
- Ray Brown sur Ray Brown with the All-Star Big Band, 1962
- Sonny Rollins sur The Standard Sonny Rollins, 1965 ; sur Easy Living, 1977
- Joe Zawinul sur Money in the Pocket, 1966
- Chick Corea sur Now He Sings Now He Sobs, 1968
- Stéphane Grappelli et Joe Venuti sur Venupelli Blues, 1970
- Wes Montgomery sur Just Walkin', 1971
- McCoy Tyner sur Atlantis, 1975 ; sur Things Ain't What They Used To Be, 1990
- Jim Hall sur Commitment, 1976
- Martial Solal sur Movability, avec Niels-Henning Ørsted Pedersen, 1976 ; sur My One and Only Love, 2018
- Chet Baker sur Chet Baker Sings and Plays from the Film "Let's Get Lost", 1988
- Fred Hersch et Bill Frisell sur Songs We Know, 1998
- Antonio Faraò  sur Black Inside, 1998
- Laurent Coq sur Jaywalker, 1999
- Jean-Michel Pilc sur Together - Live at Sweet Basil Vol. I, 2000
- Didier Lockwood sur Tribute to Stéphane Grappelli, 2000
- Gérard Curbillon sur My One & Only Love, 2002
- Henri Texier Red Route Quartet sur Love Songs Reflexions, 2008
- Biréli Lagrène et Sylvain Luc sur Summertime, 2009
- Rhoda Scott sur Beyond the Sea, 2010

## Au cinéma
Plusieurs films utilisent cette chanson :
- Et tout le monde riait de Peter Bogdanovich (1981, version d'Art Tatum et Ben Webster)
- Let's Get Lost, documentaire de Bruce Weber (1988, Chet Baker)
- Leaving Las Vegas de Mike Figgis (1995, version de Sting)